# مونيكا ماسون
مونيكا ماسون (بالإنجليزية: Monica Mason)‏ هي راقصة باليه جنوب أفريقية، ولدت في 6 سبتمبر 1941 في جوهانسبرغ في جنوب أفريقيا.

## وصلات خارجية
- مونيكا ماسون على موقع IMDb (الإنجليزية)
- مونيكا ماسون على موقع الموسوعة البريطانية (الإنجليزية)
- مونيكا ماسون على موقع ديسكوغز (الإنجليزية)